# Pongrácz József (plébános)
Pongrácz József (Nikla, 1778. november 11. – Ősi, 1856. október 16.) római katolikus plébános, író, műfordító.

## Élete
Újváry István egykori bencés vezetése alatt, majd Keszthelyen és a pozsonyi szemináriumban végezte tanulmányait. Ezután Pécsett hallgatott filozófiát és Veszprémben teológiát. 1801. november 22-én szentelték pappá Székesfehérváron. Veszprémben volt praebendista és alkántor,  1805 júniusában a hetesi (Somogy megye) plébániát nyerte el, 1818 augusztusától a kaposvári kerület esperese, 1832-től veszprémi szeminárium lelki igazgatója volt és veszprémi plébános. 1834 áprilisától Ősiben működött mint plébános és a palotai kerület esperes, azonban kérésére utóbbi állásából fölmentették. 1841-ben szerelte fel a sekrestyét, készíttetett két gyóntatószéket, és hat változatú orgonát szerzett. Szent Ágoston Vallomásai című művet elsőként fordította magyarra (Veszprém, 1842).

## Munkái
- A hét szentségről és a sz. mise áldozatról. Veszprém, 1838.
- Szent Ágoston vallomásainak 13 könyve. Ford. Uo. 1842.
- Szalézi Sz. Ferencz genevai püspök Philotheája, vagyis polgári istenes életre vezérlő kalauz. Magyarázata. Uo. 1850.